# Bomba (gastronomia)
|  | Per a altres significats, vegeu «arròs bomba ». |

La bomba és una tapa que consisteix en una bola de patata bullida d'una mida propera al puny d'una mà adulta, farcida amb sofregit de carn picada (normalment de porc, vedella o carn picat mixt), arrebossada i fregida en oli. S'acompanya amb allioli, salsa brava o alguna altra salsa picant amb pebre de Caiena.
S'atribueix el seu origen als bars de la Barceloneta a mitjans del segle xx; concretament a La Cova Fumada. Al principi es comercialitzava com una croqueta més en quatre versions: sola, amb allioli, amb salsa picant o mig amb allioli i mig amb salsa picant. Un client en tastar-ne una hauria exclamat que era «la bomba» perquè era deliciosa o bé perquè era molt picant, com si explotés a la boca. Arran d'això va rebre aquest nom.